# Goede trouw
Goede trouw (Latijn: bona fides) is een juridisch begrip en zou vrij vertaald kunnen worden met “handelend vanuit zuivere motieven”. 
De vraag of een persoon te goeder trouw is komt aan de orde in gevallen waarin de rechtsverhouding niet zo is, als deze lijkt te zijn. In bepaalde, in de wet geregelde gevallen wordt de persoon die uitgaat van een verkeerde voorstelling van de rechtsverhouding toch beschermd, mits hij te goeder trouw is. Het gaat hier om de vraag of een persoon bepaalde tegengeworpen (rechts)feiten kende, maar ook of hij ze had behoren te kennen. Is het antwoord op een beide vragen 'nee', dan is deze persoon te goeder trouw. Is hij niet te goeder trouw, dan geldt de werkelijke rechtsverhouding onverkort en wordt hij niet beschermd.
Goede trouw is daarmee in feite een uitzondering op de normale regels. De reden is dat de economie en het rechtsverkeer gebaat zijn bij rechtszekerheid: partijen moeten tot op zekere hoogte ervan uit kunnen gaan dat de juridische situatie is zoals die gepresenteerd is. Wanneer voor iedere transactie partijen eindeloos onderzoek naar de rechtsverhoudingen moeten verrichten, of het risico lopen dat deze achteraf door de wederpartij of een derde betwist of vernietigd worden, zullen partijen veel minder geneigd zijn zaken met elkaar te doen. Ook zullen buitenlandse zakenpartners een dergelijk land links laten liggen ten voordele van landen met een pragmatischer rechtsstelsel, terwijl op de binnenlandse markt dit tot inefficiëntie leidt omdat men zo veel mogelijk zelf zal willen doen. Rechtszekerheid en de bescherming van de economie zijn dus zeer belangrijke motiveringen achter het beginsel van goede trouw.
Het leerstuk van de goede trouw is verwant met dwaling, zij het dat dwaling alleen van toepassing is op het sluiten van overeenkomsten, daar waar goede trouw bij diverse typen rechtshandelingen aan de orde kan komen.
In het oude Nederlandse Burgerlijk Wetboek van voor 1992 had goede trouw nog een ruimere betekenis, namelijk ook die wat men later ging aanduiden met redelijkheid en billijkheid. 

## Goede trouw in het Nederlandse Burgerlijk Wetboek
Het Nederlandse Burgerlijk Wetboek bevat geen algemene, positieve definitie van het begrip “goede trouw", maar wel een negatieve definitie. In art 3:11 van het Burgerlijk Wetboek is bepaald dat goede trouw van een persoon ontbreekt, indien hij van de werkelijke feiten of juridische verhouding op de hoogte is, of indien hij deze had moeten kennen. Dit laatste criterium is gebaseerd op de gedachte dat men zich niet bewust onwetend mag houden van de werkelijke feiten, door ieder onderzoek na te laten. Daarnaast bepaalt art 3:11 BW dat goede trouw ontbreekt indien onderzoek onmogelijk is, maar men wel reden heeft om te twijfelen aan de juistheid van de schijnbare feiten of juridische verhouding. Wie besluit om een risico te nemen, wordt dus niet beschermd op basis van goede trouw. 
Openbare registers zijn toegankelijk voor iedereen. Daarom verlangt de wet dat enerzijds iedereen de registers raadpleegt wanneer dit nodig is, en anderzijds dat iedere betrokkene de registers bijhoudt wanneer er veranderingen zijn. Wettelijk gelden deze registers dan ook als 'waar'. Wie een openbaar register raadpleegt en hiernaar handelt is in principe te goeder trouw. Wie dit nalaat is dit niet en geniet dus geen bescherming. 

## Voorbeeld naar Nederlands recht
Als iemand een roerende zaak zoals een auto van een ander koopt, dan is hij niet te goeder trouw als hij weet dat de verkoper niet de rechtmatige eigenaar is, maar de verkoper de auto bijvoorbeeld heeft geleend of gehuurd. De koper moet soms ook onderzoeken of de verkoper die auto wel mag verkopen. Voor de aankoop van een auto heeft de rechtspraak bepaald dat een onderzoek naar de kentekenpapieren het minimum is. Als er een goede reden bestaat om te twijfelen aan de bevoegdheid van de verkoper is een nader onderzoek altijd geboden. Dat doet zich bijvoorbeeld voor als het kenteken niet op naam van de verkoper staat die zich ook moet legitimeren.
Als de goede trouw bij de koper ontbreekt kan de werkelijke eigenaar deze altijd terugvorderen van de koper (revindicatie). Is er wel sprake van goede trouw bij de koper dan wordt deze beschermd tegen een terugvordering door de eigenaar. In dat geval heeft een rechtsgeldige overdracht van de eigendom plaatsgevonden. De uitzondering daarop is een situatie waarin de eigenaar de auto door diefstal is kwijtgeraakt. In dat geval kan deze gedurende drie jaren na de diefstal de auto opvorderen van een ieder die deze in bezit heeft. 
Dergelijke casus vormen in het goederenrecht in feite salomonsoordelen. In beide gevallen wordt een uit zuivere motieven handelende partij benadeeld: de eigenaar die de oorspronkelijke rechthebbende was, dan wel de koper die in goed vertrouwen de zaak had gekocht. Het verbintenissenrecht corrigeert dit weer, daar de benadeelde schadevergoeding kan vorderen. In de praktijk betekent dit wel weer dat deze partij eerst de malafide verkoper moet zien te traceren. Bovendien is het goed mogelijk dat deze persoon geen verhaal biedt.

## Goede trouw in het Belgische Burgerlijk Wetboek
Hoewel verschillende artikelen van het Belgische Burgerlijk wetboek verwijzen naar de goede trouw, bevat het Belgische Burgerlijk Wetboek geen definitie.
In de literatuur wordt onderscheid gemaakt tussen subjectieve goede trouw en objectieve goede trouw. Subjectieve goede trouw houdt in, dat de persoon vanuit zijn wetenschap en beweegredenen te goeder trouw handelt, terwijl objectieve goede trouw inhoudt dat een persoon slechts te goeder trouw wordt geacht indien een normaal voorzichtige en redelijk handelende persoon onder gelijke omstandigheden tot dezelfde handeling gekomen zou kunnen zijn.
In de rechtspraak is (nog) niet uitgemaakt welke variant in zijn algemeenheid geldend recht is.